# Marc Garneau
Joseph Jean-Pierre Marc Garneau, född 23 februari 1949 i Québec, Québec, död 4 juni 2025 i Montréal, Québec, var en kanadensisk politiker i landets liberala parti som var transportminister 2015–2021 och utrikesminister år 2021. Han var tidigare astronaut för CSA.
Asteroiden 14094 Garneau är uppkallad efter honom.

## Rymdfärder
- STS-41-G
- STS-77
- STS-97